# 等等力 (世田谷區)
等等力（日语：／ Todoroki */?）是日本東京都世田谷區、神奈川縣川崎市中原區的地名。兩地過去皆屬等等力村，近代因區劃重整分為世田谷、川崎兩地。本條目僅介紹世田谷區的等等力。關於川崎市側的等等力，請參照等等力 (川崎市)。

## 概要
行政上分為一丁目至八丁目，北至上野毛通（八丁目），南至環八通附近，西鄰中町、野毛，東接目黑區自由之丘三丁目（六丁目）。大略是東急大井町線等等力 - 自由丘間的北部，目黑通等等力不動前 - 產能大前沿線。
住居表示實施前，環八通南側、現在的玉堤地區也屬於世田谷區玉川等等力町的一部分。此外，多摩川對岸、現在的川崎市中原區等等力，過去也屬等等力村一部分。現在與川崎市等等力之間沒有公共交通、橋梁、渡船直接連結，但未來宮內新橫濱線預計在多摩川建造橋梁，將可改善兩地交通。
世田谷區役所玉川總合支所、玉川區民會館位於此地。商業方面，除了等等力站周邊的商店街，目黑通沿線的超市（紀伊國屋）與餐飲店外，商業活動主要在鄰近的二子玉川站與自由之丘站周邊。町內多為寧靜的住宅區，綠地較多。
其他與等等力一樣，在多摩川兩岸皆有同名地名的有瀨田、野毛（東京：野毛、上野毛，川崎：下野毛）、宇奈根等。

## 玉川地域的行政中心
等等力在江戶時代以前為荏原郡等等力村。之後與周邊7村（用賀、瀨田、上野毛、下野毛、野良田、奧澤、尾山）合併為玉川村（現在世田谷區玉川地域）。1932年（昭和7年），東京市域擴張時與世田谷町、駒澤町、松澤村合併為「東京市世田谷區」。
無論在等等力村或玉川村時代，村公所都設於等等力，現在則是玉川總合支所所在地。
作為總合支所所在地與玉川地區的行政中心，巴士路線發達。現在此地擁有往目黑通方向，深澤、駒澤方向（至澀谷），中町、用賀方向，弦卷、祖師谷方向，玉堤方向等多條路線巴士。
支所後方是東急大井町線等等力站。車站周邊住宅與小型商店林立。

## 「等等力」的由來
等等力的地名，傳聞是來自等等力溪谷「不動瀑布」（不動の滝）的瀑布聲，另外也有一說是溪谷崩落之聲，更有說是來自兔兔呂城（兎々呂城，「とどろじょう」轉音為「とどろき」。現在園藝高校）等等。

## 等等力溪谷
等等力溪谷是東京23區內唯一的溪谷，由等等力站經由高爾夫橋步行兩分就可到達。溪谷是由谷澤川所形成，目黑通從旁通過，環八通跨越溪谷上方。
溪谷內有古墳時代後期至奈良時代（7世紀後半 - 8世紀）的橫穴式墳墓，稱為「等等力溪谷橫穴古墳」。不動瀑布附近有平安時代創建的「等等力不動尊」。此地也被指定為東京都指定名勝。

## 設施、公園等
- 等等力站
- 世田谷區役所玉川總合支所、等等力出張所
- 玉川區民會館
- 尼泊爾大使館
- 產業能率大學、短期大學
- 東京都市大學等等力校區
- 東京都市大學等等力中學校、高等學校
- 等等力溪谷
- 等等力不動尊
- 社会就勞支援中心「派窯」 （页面存档备份，存于）

## 行政區劃變遷
- 品川縣荏原郡等等力村→東京府荏原郡等等力村→東京府荏原郡玉川村等等力→東京府東京市世田谷區玉川等等力町→東京都世田谷區玉川等等力町一、二丁目→世田谷區等等力一 - 八丁目、玉堤一、二丁目
- 神奈川側：品川縣荏原郡等等力村→東京府荏原郡等等力村→東京府荏原郡玉川村等等力→神奈川縣橘樹郡中原村（→中原町）等等力→川崎市等等力→川崎市中原區等等力

## 備註
1. ↑  平成25年（2013年）の世田谷区の町丁別人口と世帯数 - 世田谷区

## 外部連結
- 等等力溪谷網站 （页面存档备份，存于）
- 等等力溪谷.com （页面存档备份，存于）
- 等等力商店街官方網站 （页面存档备份，存于）
- 東急大井町線 等等力站